# Misterios de un alma
Misterios de un alma (título original en alemán: Geheimnisse einer Seele) es una película muda dramática dirigida por Georg Wilhelm Pabst en el año 1926. La película muestra la manifestación del movimiento del expresionismo alemán “nueva objetividad” y además abarca temas de las nuevas teorías del psicoanálisis de Karl Abraham, Hanns Sachs y la doctrina del inconsciente de Sigmund Freud.
La película cuenta la historia de un químico admirable, el Dr. Martin Fellman, quien comienza a tener un miedo repentino e irracional hacia los cuchillos. Todo comenzó cuando se enteró de que un vecino suyo había sido asesinado. No mucho después de eso, recibió un regalo de parte de un amigo, consistente en un gran cuchillo. Este amigo ha estado en el Lejano Oriente. Las ansiedades y los temores de Martin, rápidamente se convierten en terror cuando comienza a tener sueños desconcertantes y adquiere un impulso casi irresistible para asesinar a su esposa. La película se habría basado en la historia real de un paciente tratado por Freud.

## Argumento
La historia cuenta sobre los problemas de pareja feliz, pero sin hijos, todo comienza cuando Martin Fellman un químico respetable, se dispone a cortar con la navaja de afeitar un mechón de cabello que sobresale en la nuca de su esposa Seine Frau. Justo en el momento que empieza a cortar, se escucha un grito en el exterior. Martin inserta un plano de la nuca y el fino corte que la navaja ha producido al sobresaltar al hombre. El grito alertaba de un asesinato cometido en la casa de enfrente, pronto se sabrá que el homicida ha empleado una navaja. Días después, Martin y su esposa reciben un regalo que les envía un primo de ella, y amigo de infancia de él, Hans desde Sumatra, que avisa que pronto estaría de visita y les envía un largo y afilado cuchillo de regalo, el cual espanta a Martin al ver su rostro reflejado en la hoja. Por la mañana siguiente, después de una inquietante y extraña pesadilla, el profesor se dispone a afeitarse y la navaja se desprende de sus manos y cae violentamente al suelo. Martin se dirige a una va peluquería y su rostro resulta doliente, angustiado, cuando el barbero pasa la navaja. Más tarde Martin se da cuenta puede sostener el abrecartas para abrir el sobre del correo recién llegado.
Durante la cena de celebración del regreso de Hans, Martin siente la necesidad de cubrir con la servilleta los tres cuchillos alineados junto al plato. Se olvida por un momento por el feliz reencuentro con su amigo, pero cuando decide colocar la servilleta en el cuello, los cuchillos vuelven a quedar visibles, como si su brillo metálico lo estuviera observando. Luego decide confesar a su esposa y a Erich que no puede tolerar los cuchillos y sale corriendo de la casa y se dirige a una taberna. 
Pero más tarde al momento de irse, olvida las llaves de su casa encima de la mesa. Otro cliente lo ve y le sigue hasta su casa, y se da cuenta de que Martin se ha detenido dubitativamente frente a ella. El sujeto le devuelve la llave, y le comenta que debe de tener una razón muy poderosa para no querer entrar en su propia casa y le dice: “Soy psicoanalista, y ahí es donde trabajo”, Martin le mira sorprendido y moviendo nerviosamente las manos con la llave de su casa, la casa a la que no quiere volver por miedo a matar a su esposa.
Esa noche Martin comienza a tener una serie de pesadillas perturbadoras, en las que siente el impulso por asesinar a su esposa, en ese momento decide recurrir donde el Dr. Orth el hombre que conoció en la taberna. Al verlo este le dice “no esperaba verlo pronto” y Martin le comenta que ha tenido una serie de inexplicables pesadillas y un temor por los cuchillo. También le comenta que él estaba felizmente casado y que comprendía el impulso de asesinar a su esposa. Al explicarle la situación, el Dr. Orth le comenta que podría referirse a un serio desorden mental y que podría ayudarlo con el un método llamado psicoanálisis el cual se aplica para este tipo de enfermedades mentales. 
Al decidirse por hacer el tratamiento, el Dr. Orth le sugiere a que durante el tratamiento que se extenderá por un par de meses, es bueno que no este en su casa, para así evitar cualquier conflicto. El le aclara que la cura es descubrir los conflictos mentales del inconsciente que lo llevaron a su enfermedad y que para ello el debía contarle todo lo que ha visto en sus sueños, sin omitir ningún tipo de detalle, ya que nada era irrelevante para hallar el inconsciente, y que era muy probable que aparecieran pensamientos que el no querrá expresar.
Martin comienza a relatar y le cuenta que hace unos días en la mañana estaba en el cuarto junto a su esposa y oyen un SOCORRO!, Dr. Orth le dice que los recuerdos de esa mañana lo podrían haber traumado mentalmente y le pregunta que si ha tenido alguna discusión con su esposa durante los últimos días y Martin le responde que no. El le cuenta que creció junto a su esposa, y el casarse fue significativo para su vida, ya que estaban muy enamorados y querían tener hijos pero… En ese momento Dr. Orth le pregunta ¿Por qué razón perdió la esperanza de tener hijos?. El dice que ha últimamente ha tenido fantasías terribles de su esposa, situaciones escandalosas en las cuales aparece con un hombre, cuyos rasgos comienza a recordar al primo Hans. Dr. Orth le pregunta si Erich le ha dado a el una razón para estar celoso, pero Martin le dice que fue su mejor amigo y que poco después de la boda él se fue al trópico, y que el nunca estuvo conscientemente celoso de él, pero si sitio una extraña sensación cuando se marchó y que después de varios años tras recibir la carta comenzaron a aflorar en él todos esos sentimientos.
Tiempo después al transcurrir varios meses de terapia, apareció un nuevo recuerdo a la conciencia de Martin. Comenta que en la noche antes de manifestarse la enfermedad hubo una gran tormenta y que ahí había tenido unos terribles sueños esa noche. Antes de empezar el relato Dr. Orth le dice que la interpretación de los sueños es una puerta importante para poder llegar al inconsciente. Hace que Martin se recueste en el sofá y que cuente sobre aquellas imágenes desordenadas que había tenido en sus sueños.
El cuenta que a las diez treinta de la mañana, recibe una llamada de que el primo Hans había llegado a casa. Para él fue como esas noticias que se reciben y que no son bien venidas para el inconsciente. Después todo parte cuando Martin se ve volando por los aires y Erich le dispara con un rifle de un juguete desde la copa de un árbol, luego él se ve parado junto a un Dios Hindú. Después aparece en una pequeña ciudad italiana que visitó durante su luna de miel, y frente a sus ojos aparece un campanario de una iglesia, el cual estaba cargado de tres cabezas de mujeres que se burlaban de él. Luego ve cómo unas rejas de una prisión que se alza hacia el cielo y se lleva a él consigo, llegando hasta el laboratorio en donde trabaja y siente que el lugar se vuelve una cárcel para él.
Dr. Orth le explica eso había generado un sentimiento de humillación y que ese sueño había afectado su punto más vulnerable, y que la herida que le produjo a su esposa en el cuello, hizo que él se proyectara en el crimen de su vecina, lo que hizo que se viera el mismo como el asesino. Este tipo de fantasías oníricas dieron lugar en su conciencia y que por ello era el pánico de ver y tocar un cuchillo. Pero que este desorden mental había impedido matar a su esposa. Martin continua contando que además en uno de sus sueños vio un agua muy oscura y turbia en donde ve a su esposa y a Erich, y ella en ese momento estaba con un muñeco que pertenecía a la infancia de ellos y se lo da a Hans. 
Dr. Orth le dice que los sueños con agua quieren decir un nacimiento deseados o inminente. Y finalmente concluye que el dolor que experimento cuando su esposa le da el muñeco a Erich permaneció activo en su matrimonio sin hijos y eso provocó la furia y el enojo durante su sueño. Después de ese análisis Dr. Orth nota que Martin ya podía tomar un cuchillo tranquilamente y ahí es cuando decide darlo de alta y dar por finalizado el tratamiento.

## Reparto
| Actor               | Personaje            |
| ------------------- | -------------------- |
| Werner Krauss       | Martin Fellman       |
| Ruth Weyher         | Seine Frau           |
| Ilka Grüning        | Die Mutter           |
| Jack Trevor         | Hans Erich           |
| Pavel Pavlov        | Dr. Orth             |
| Hertha von Walther  | Fellmans Assistentin |
| Renate Brausewetter | Dienstmädchen        |
| Colin Ross          | Kriminalkommissar    |

## Doctrina del inconsciente
En la doctrina del inconsciente de Sigmund Freud, el postula que el inconsciente no es parte de una "supraconsciencia" o "subconsciente", si no que se convierte en un elemento en la cual la conciencia tiene un muy difícil acceso. Según la doctrina, el inconsciente está compuesto por elementos racionales , emocionales y concretos que permanecen reprimidos por tener un significado problemático para el consciente. Es decir, que han de ser lo suficientemente simples en sí mismos como para poder ser interpelados por una multitud de estímulos propios del día a día. Esta problemática puede tener importantes influencias, como la experiencia del nacimiento, las tempranas relaciones con los padres, la sexualidad, las pérdidas, los miedos y la manera de vivir la ansiedad. Estas experiencias pueden ir estableciendo determinadas pautas de sentimientos, fantasías y relaciones inconscientes, que se encuentran en la raíz de los problemas.
Por ello la primera preocupación de Freud, fue el estudio de la histeria, del cual concluye de que sus síntomas eran causados por conflictos psíquicos internos reprimidos. Y con los años descubre que los trastornos mentales tienen origen en la sexualidad, y que la vida sexual comienza en la primera infancia. En consecuencia el trauma del paciente era debido a hechos del pasado, los cuales, a manera de traumas, habían perturbado la psiquis del sujeto. Este tratamiento consistió en que debía el paciente debía reproducir los sucesos traumáticos que habían ocasionados tales conflictos en su mente. Las intensas reacciones emotivas provocadas por aquellos hechos, que no se habían manifestado libremente en su momento, habían sido inhibidas, y por ello su recuerdo había desaparecido de la conciencia. Otro método aplicado por Freud fue la hipnosis, el cual consistía en introducirse al trance hipnótico. Solía poner la mano sobre la frente y a partir de ahí ordenaba al paciente que le fuera relatando el primer recuerdo que le viniera a la mente. Otro tratamiento muy efectivo fue la interpretación de los sueños, a través de un lenguaje de símbolos se podía llegar al conflicto que originó el trastorno psíquico. Este fue muy efectivo ya que atreves de los sueños se van revelando muchos detalles que se hallan dentro del inconsciente.
Finalmente Freud llegó a la conclusión de que el inconsciente puede irse revelando atreves de los sueños, los lapsus, los chistes, los juegos de palabras, los actos fallidos y en los síntomas.

### Aplicación en la película
La película se inspiró en un verdadero caso del Psicoanalista Sigmund Freud, el cual fue tratado con sus investigaciones postuladas en su doctrina, y con los tratamientos para curar estos tipos de enfermedades mentales.
Al comienzo de la película se puede ver la frase ''Dentro de cada persona hay deseos y pasiones que permanecen ocultos del “consciente”. En las oscuras horas del conflicto mental estas fuerzas “inconscientes” intentan imponerse. Misteriosas enfermedades surgen de esos enfrentamientos, su solución y cura forman campo de estudios del psicoanalista."  Como se muestra en la película el psicoanalista Dr. Orth, quien está a cargo del caso de Martin, le hace una serie de secciones para poder descubrir que los conflictos que estaban dentro del inconsciente de Martin, los cuales estaban comenzando a perturbar su consciente. Por ello durante las secciones hace que Martin deba recostarse en un diván y contarle todo lo que ve en sus sueños, sin omitir detalles por más perturbadores que fueran. Y mediante un lenguaje de símbolos Dr. Orth logra interpretar y llegar a la raíz del tema.
La primera interpretación de Dr. Orth después de escuchar los sueños fue que, el corte accidental en el cuello de su mujer, fue asociado en la mente Martin con el crimen cometido en la casa vecina y por lo cual se vio a sí mismo como el asesino. Cabe señalar la explicación da cuenta del mecanismo de formación del sueño pero no del deseo inconsciente en juego. Si la mujer es equivalente a un ídolo Hindú, puede leerse como una fantasía de asesinato, el deseo de apuñalar, hacer sangrar, se puede decir que, esta idealización la vuelve sexualmente inaccesible. “Clavarla hasta matarla” es asociado a un crimen pasional. Pero también se puede leer como, el deseo asesino para de sacarse de encima a la mujer como obstáculo en una relación homosexual con este primo. El cuando el ve el en sueño a las tres mujeres que se ríen, eso refleja un sentimiento de menosprecio y de impotencia sexual ante la mujer o que también puede interpretarse como la ausencia de un deseo erótico hacia la mujer. El psicoanalista sostiene que estas fantasías idearon, en la consciencia, una rechazo morboso hacia los cuchillos. Y este miedo había impedido asesinar a su esposa. Pero queda el saldo de saber por qué fantasear en asesinarla y no dirigir este impulso asesino al supuesto rival, el primo Hans.
Por otro lado, ya desde su infancia él estaba celoso del interés de su esposa por el primo sobre todo en el momento en que le regala el muñeco que había sido tan significativo para él. Estos celos engendraron sentimientos de inferioridad que se prolongaron luego del casamiento. Esto a su vez generó un sentimiento de culpa que terminó manifestándose en fantasías de asesinar a su mujer. La psicoterapia, al hacer consciente sus celos y culpa, logra que el síntoma se disuelva y pueda volver a tomar cuchillos y el deseo de tener hijos.

## Crítica
'Misterios de un alma' es probablemente la primera película de la historia del cine en introducir la disciplina del psicoanálisis en las pantallas.[cita requerida] Su director Georg Wilhelm Pabst se atrevió a tomar el psicoanálisis, profundizarlo y utilizarlo con un lenguaje cinematográfico para radiografiar los conflictos de la mente humana. Tal vez el mostrar esos secretos de un alma torturada, las neurosis y las fobias sujetadas por traumas de pasado, que resurgen en el presente de manera brutal e intolerable, vienen a producir un revuelo en la audiencia y a enriquecer a la industria del cine. Además el hecho que se destaquen la secuencia del sueño y la posterior reconstrucción de los hechos, el trauma, la culpa, los recuerdos que originan todos los conflictos y la posterior superación mediante la terapia. Lo cual, hace que el psicoanalista pase a convertirse un héroe moderno, y un salvador, algo totalmente nuevo en las pantallas.
Lo otro que causó mucho revuelo en la audiencia, es que fueron tratados temas sobre la impotencia sexual, que conlleva a oscuras influencia de los celos, lo cual para los años 20’s resultaba ser muy escandaloso para las personas, pese a la pulcritud que tiene el director en las imágenes utilizadas para evitar que resulten ser eróticas para el público de la época. 
Por otro lado el guion de la película habría sido asesorado por los psicoanalistas Karl Abraham y Hanns Sachs. Se dice que Freud rechazo una oferta de cien mil dólares para ser el asesor científico para la producción, ya que no le parecía posible representar respetablemente las abstracciones sacadas en las terapias en los medios visuales. Sin embargo ese mismo año la prensa inglesa, crítico la película como maniobra desesperada de Freud para obtener popularidad en la difusión que sus teorías que no habían tenido mucho éxito en el ambiente científico. Pero tiempo después la publicación alemana "El escenario mundial" salió en defensa diciendo que fue un intento de mostrar la esencia del psicoanálisis a través de una película y que "Misterios de un alma" es algo extraordinariamente prolijo y por lo demás muy cautivante". Otra revista, el "Kinematograph weekly", ponderó la resolución técnica de las secuencias oníricas como "una gloria de la cinematografía alemana”.